# 78 Pułk Artylerii Przeciwpancernej

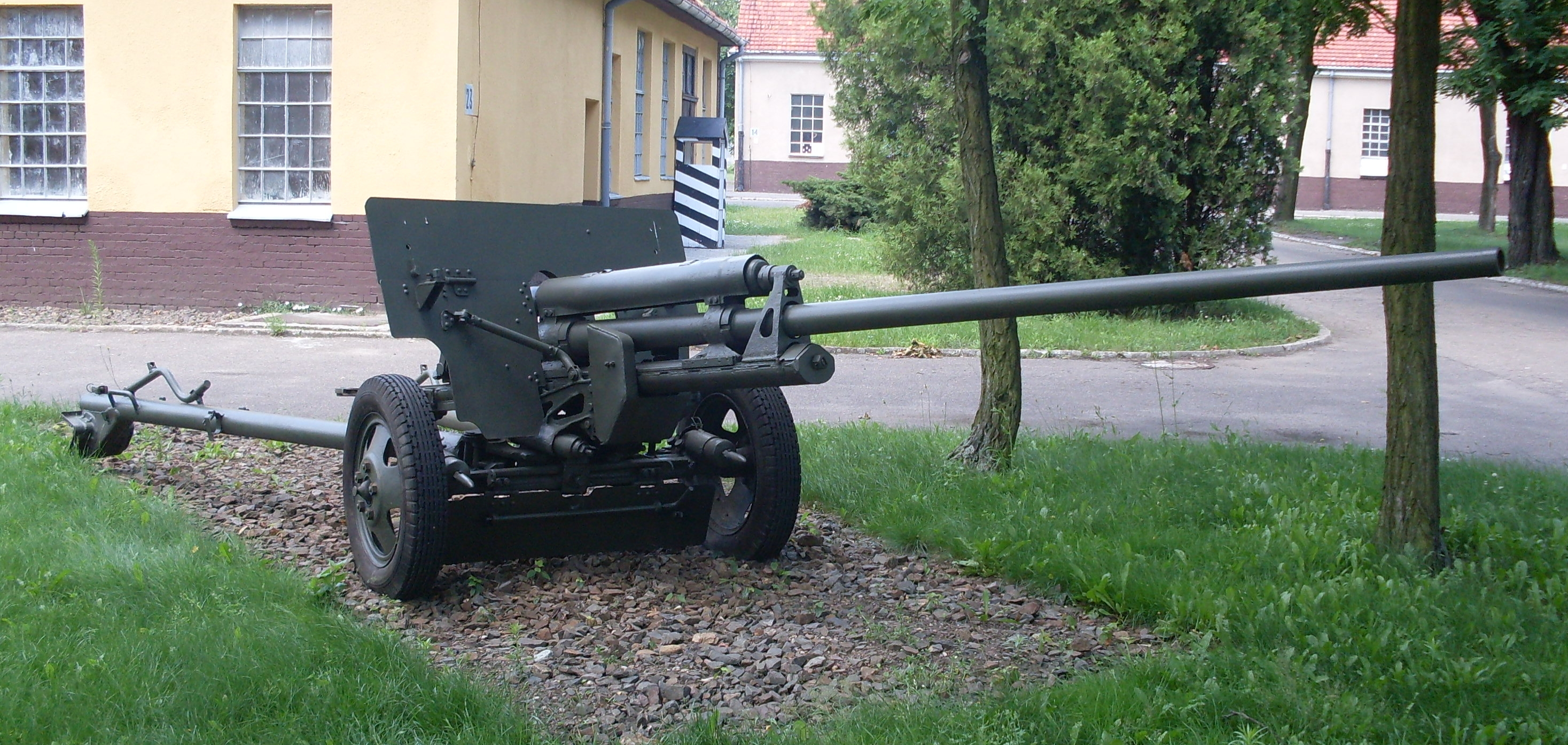
Armata przeciwpancerna wz. 1943 ZIS-2

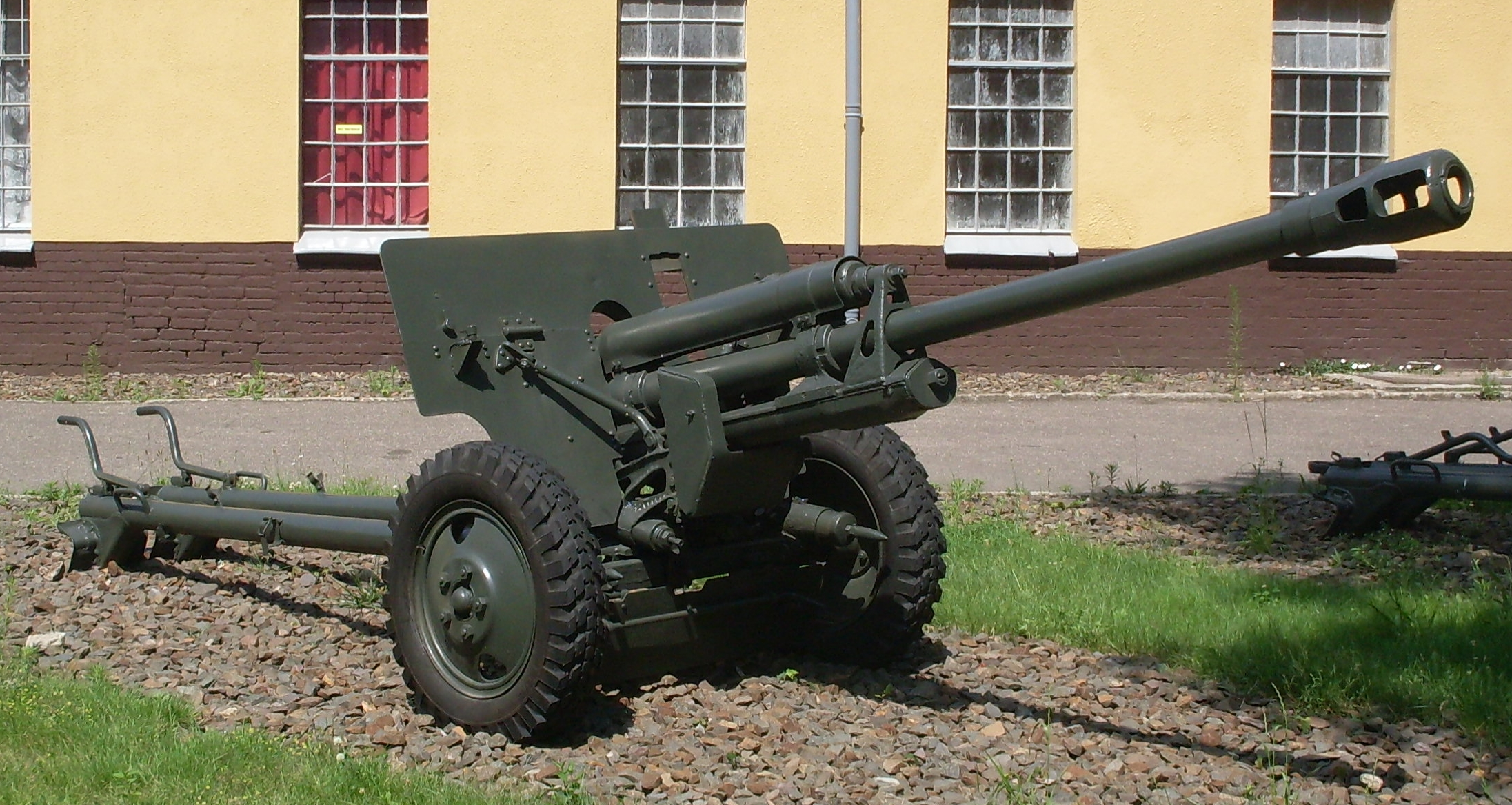
Armata dywizyjna wz. 1942 ZIS-3

78 pułk artylerii przeciwpancernej (78 pappanc) – oddział artylerii przeciwpancernej ludowego Wojska Polskiego.

## Formowanie i zmiany organizacyjne
Pułk został sformowany w Józefowie na podstawie rozkazu nr 8 Naczelnego Dowództwa Wojska Polskiego z 20 sierpnia 1944, w składzie 14 Brygady Artylerii Przeciwpancernej, według sowieckiego etatu nr 08/597. W październiku 1944, w Józefowie, żołnierze pułku złożyli przysięgę.

## Obsada personalna
Obsada okresu wojny :
- dowódca – ppłk Joachim Garnicki (od 7 IX 1944)
- zastępca ds liniowych – mjr Andrzej Rewa
- zastępca ds. polit.-wych. – por. Mieczysław Żołkoś (od 12 X 1944)
- szef sztabu – mjr Dymitr Kulikow (23 IX 1944 – 24 IV 1945)

## Działania bojowe
Wiosną 1945, w ramach operacji łużyckiej, uczestniczył w walkach pod Ober i Nider Elsa, ponosząc tu największe straty. Osłaniał odejście piechoty z rejony: Quatitz, Luttowitz, Lomske.
W operacji praskiej działał w ramach odwodu przeciwpancernego armii. Szlak bojowy pułk zakończył 10 maja 1945 na terytorium Czechosłowacji pod Litomerzycami.
|  |  |  |

|  |  |